# Biserujka
Biserujka est une grotte touristique située à côté de la localité de Rudine sur l'île de Krk dans la municipalité de Dobrinj, comitat de Primorje-Gorski Kotar en Croatie.

## Description
La grotte de Biserujka est surnommée la « grotte des perles » en raison de son utilisation par les contrebandiers. 
La grotte a une longueur de 110 mètres avec une température comprise entre 10 et 13 degrés. 

## Faune
La grotte de Biserujka est l'unique lieu où vit un crustacé troglobie : l'Alpioniscus christiani.

## Tourisme
Une galerie principale a été aménagée pour les visiteurs qui permet de faire un circuit complet de cette grotte, entre stalagmites, stalactites et colonnes de calcites.